# Dellacasiellus griffini
Dellacasiellus griffini är en skalbaggsart som beskrevs av Gordon och Paul E.Skelley 2007. Dellacasiellus griffini ingår i släktet Dellacasiellus och familjen Aphodiidae. Inga underarter finns listade i Catalogue of Life.